# Knihobudka

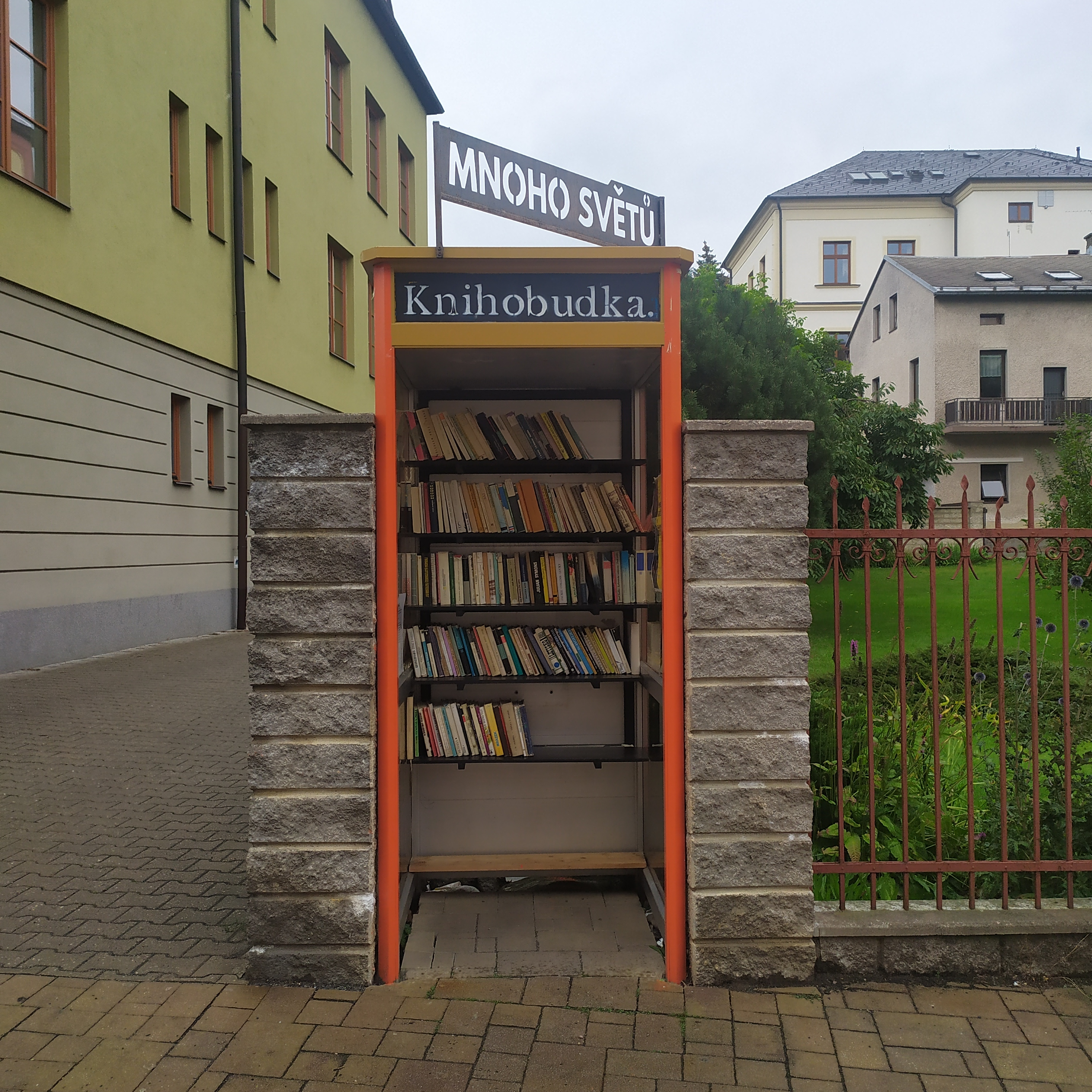
Knihobudka v Jilemnici na Tyršově náměstí, předělaná roku 2019 kolektivem Mnoho světů v Jilemnici

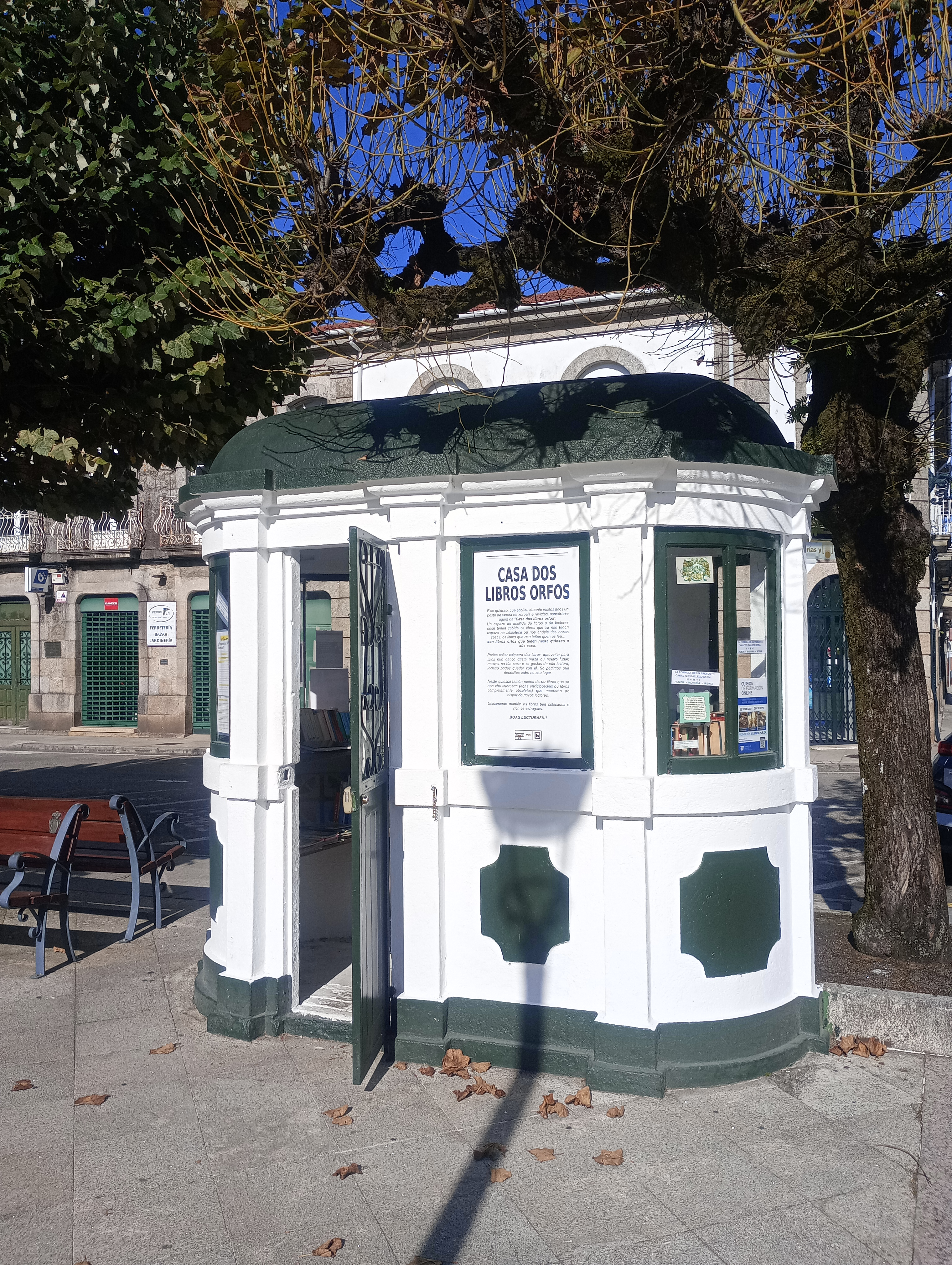
Knihobudka v Tui ve Španělsku

Knihobudka je neziskový projekt spočívající v budování knihovniček na veřejném prostranství. Nejčastěji knihobudky vznikají přestavbou starých a nepoužívaných telefonních budek či umístěním skříně do veřejného prostoru.

## Historie
S nápadem umisťovat knihy do veřejného prostoru přišel již roku 2009 americký umělec Todd Bol a vytvořil projekt Little Free Library.

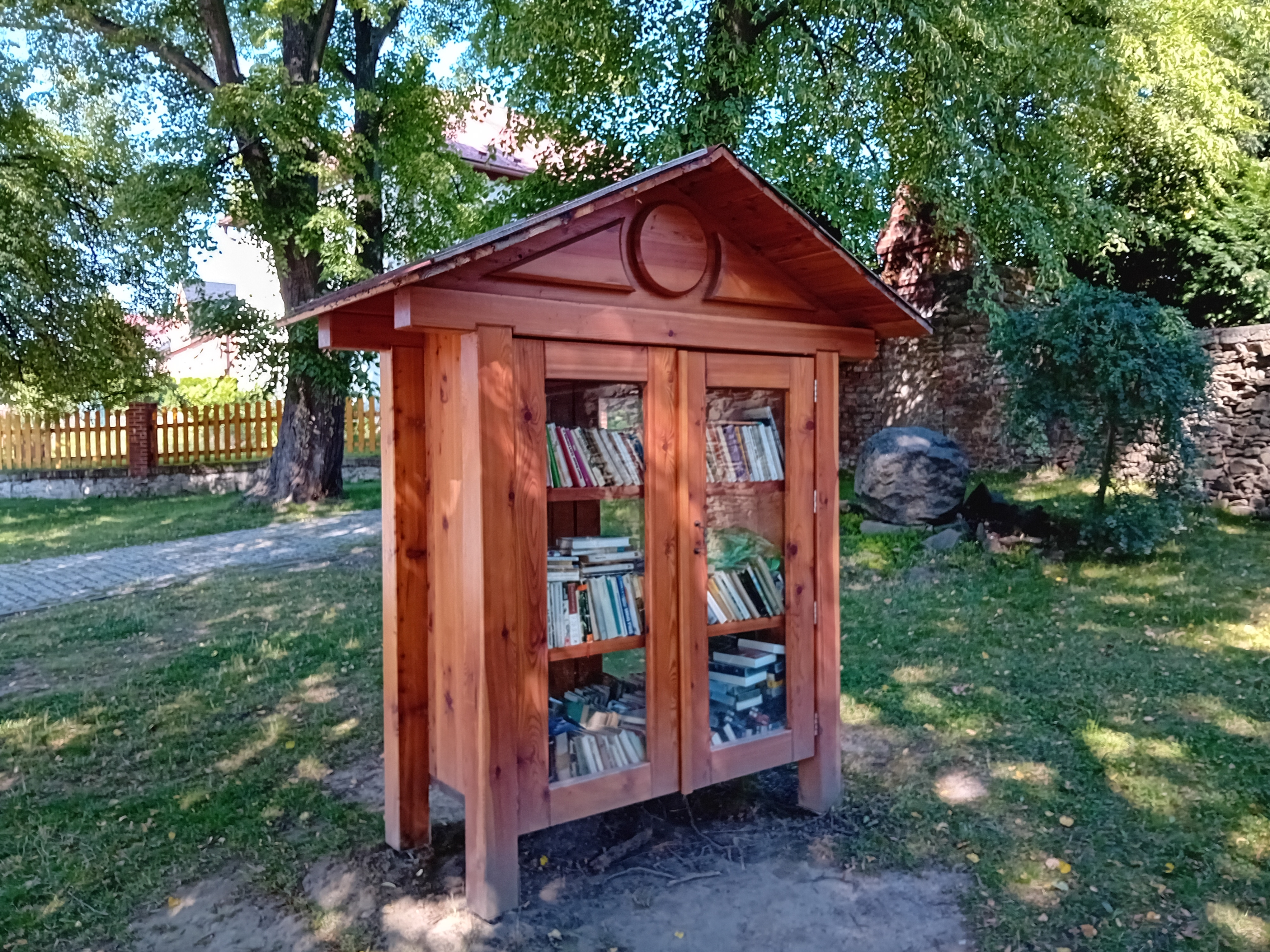
Knihobudka v Úvalně

Český projekt KnihoBudka vznikl v létě 2013 z iniciativy Moniky Serbusové a Pavla Železného. Projekt byl financován z programu Think Big! od společnosti O2. Původním cílem bylo přestavět sedm starých telefonních budek na malé veřejné knihovny. První KnihoBudka byla slavnostně otevřena 9. ledna 2014 v areálu pražské nemocnice IKEM.
K únoru 2019 projekt KnihoBudka zbudoval cca 30 realizací. Do akce se však zapojili i dobrovolníci z jiných měst nezávisle na původním projektu, často ve spolupráci s lokálními knihovnami. V roce 2025 se v Česku nacházelo minimálně 387 pouličních knihoven.

## Funkce
Knihobudky jsou v podstatě formou veřejných knihoven a vznikají (nejen) přeměnou starých telefonních budek na knihovničky. Fungují jako veřejné bezplatné knihovny, kam lidé mohou knihu darovat, odkud si ji mohou půjčit či kde si ji mohou vyměnit anebo vzít.

### Jiné funkce
- kulturní, estetická – veřejný prostor v okolí knihobudky může být využit jako kulturní prostor nebo místo k setkávání. Například u knihobudky ve Vrchlabí se pravidelně pořádá čtení vybraných děl.[8] Samotná knihobudka může být různě designově zpracovaná;
- propagační – přitahuje pozornost veřejnosti a médií a může sloužit k propagaci města nebo neziskových organizací;
- knihobudka vzbuzuje zájem o knihy – způsob podpory čtenářství.[9]